# Karaşeyh, Adilcevaz
Karaşeyh là một xã thuộc huyện Adilcevaz, tỉnh Bitlis, Thổ Nhĩ Kỳ. Dân số thời điểm năm 2011 là 401 người.